# Mladen Bratić (košarkaš)
Mladen Bratić je hrvatski bivši košarkaš.
Igrao je 1970-ih i početkom '80-ih.

## Igračka karijera

### Klupska karijera
U karijeri je igrao za splitsku Jugoplastiku. 
1976./77. je s Jugoplastikom obranio naslov pobjednika Kupa Radivoja Koraća. U sastavu su još igrali Željko Jerkov, Rato Tvrdić, Damir Šolman, Duje Krstulović, Mlađan Tudor, Mirko Grgin, Ivo Bilanović, Mihajlo Manović, Ivica Dukan, Branko Macura, Ivan Sunara, Predrag Kruščić, Branko Macura, Deni Kuvačić, a vodio ih je Petar Skansi.

## Trenerska karijera
Trenirao kadete i juniore KK Solina.

## Vanjske poveznice
- "Kćerke košarkaša idu u odbojku..."